# Die Höhle – Überleben ist ein Instinkt, keine Wahl
Die Höhle – Überleben ist ein Instinkt, keine Wahl (Originaltitel: La cueva) ist ein spanischer Horrorfilm von Alfredo Montero aus dem Jahr 2014.

## Handlung
Die Freunde Jaco, Celia, Begoña, Iván und Carlos reisen zu einem Camping-Urlaub nach Formentera. Auf der Insel genießen sie zunächst die gemeinsame Zeit, indem sie schwimmen, am Lagerfeuer Drogen konsumieren und Sex haben.
Eines Tages entdeckt Jaco am Strand den Eingang zu einer Höhle. Abenteuerlustig erkunden die fünf jungen Leute spontan die Höhle. Carlos filmt das Abenteuer. Nachdem sie einige Zeit in der Höhle gesessen haben, wollen sie wieder hinausgehen. An einer Kreuzung von Gängen verlaufen sie sich jedoch. Sie verirren sich immer mehr und finden den Weg zum Ausgang nicht mehr. Sie versuchen sich mit Hilfe des Luftzugs an einem Feuerzeug zu orientieren. An einer schmalen Spalte passt nur Celia durch und wird losgeschickt, um Hilfe zu holen. Doch sie kommt nicht weiter und kehrt zurück.
Mit fortschreitender Zeit breiten sich Ratlosigkeit und Panik aus, da die fünf Freunde nur eine Flasche Wasser dabei haben. Auch die Kapazitäten der Taschenlampen-Batterien und des Kamera-Akkus sind begrenzt. Begoña erleidet einen Schwächeanfall und bleibt liegen. Iván bringt sich selbst unnötig in Gefahr, indem er Salzwasser in der Höhle trinkt. Nach einigen erfolglosen Versuchen, einen Ausweg zu finden, stößt Jaco auf einen unterirdischen Fluss. Bei einem Tauchgang entdeckt er aber auch dort keinen Ausgang.
Da die Gruppe mittlerweile seit mehreren Tagen in der Höhle ist, werden die fünf Freunde immer schwächer. Daher schlägt Jaco vor, die sowieso todgeweihte Begoña zu töten. Wie Kannibalen könnten die anderen vier dann ihr Blut und ihr Fleisch essen. Als vor allem Celia dagegen protestiert, zieht die Gruppe Lose, um zu entscheiden, wer sterben soll. Es trifft trotzdem Begoña. Jaco tötet sie mit einem Stich in die Brust und einem Schlag auf den Kopf. Die drei Jungen essen von der Leiche, während Celia um ihre Freundin trauert.
Als die drei Jungen schlafen, nimmt Celia heimlich deren Taschenlampen und die Kamera und flieht. Die Jungen bemerken ihre Flucht und jagen sie durch die Höhle. Dabei verliert Celia eine Taschenlampe und muss sich mit dem Licht der Kamera orientieren. Jaco stellt ihr eine Falle, indem er vorgibt zu schlafen und die Taschenlampe vor sich legt. Doch Celia kann entkommen und findet schließlich den Ausgang. Während sie die Höhle verlässt, sind hinter ihr die verzweifelten Schreie der Jungen zu hören.

## Produktion
Der Film wurde im Stil von Found Footage gedreht. Nur die letzte Szene des Films weicht davon ab.

## Rezeption
Oliver Armknecht kritisiert bei film-rezensionen.de den Einsatz von Found Footage. Dieser sei im Laufe des Films „weit weniger nachvollziehbar, wenn die Jugendlichen längst ums Überleben kämpfen und eigentlich ganz andere Dinge im Kopf haben sollten als die Dokumentation ihrer Verzweiflungstaten. An einigen Stellen verdanken wir der Egoperspektive immerhin stimmungsvolle Aufnahmen. […] Die Geschichte an sich ist dabei einfach und ohne große Abwechslung, dafür aber effektiv.“ Der Rezensent beim Horrormagazin ist gegenteiliger Meinung: „Die verwackelten Bilder stören hier nicht, sondern unterstützen die Dramaturgie, die einerseits zwar sehr sparsam, andererseits sehr intensiv umgesetzt wurde. Fast wirkt der Film so, als sei er gar nicht gestellt.“
Das Lexikon des internationalen Films gibt zwei von fünf Sternen und bemängelt, dass der Film „zwar dank seiner auf realistische Anmutung setzenden Inszenierung und leidlich glaubhafter Charaktere einigermaßen spannend unterhält, inhaltlich aber einfallslos die Standards einschlägiger Vorbilder abspult.“